# Felix Kruttke
Felix Kruttke (* 1997 in Düsseldorf) ist ein deutscher Schauspieler, Musiker und Singer-Songwriter.

## Leben
Felix Kruttke sammelte seine ersten schauspielerischen Erfahrungen als Jugendlicher in Denis Dercourts Kinofilm Zum Geburtstag. Außerdem spielte er am „Horizont Theater“ in Köln.
Er wurde von der Agentur Tomorrow Is Another Day unter Vertrag genommen und arbeitete u. a. in Paris und Mailand als Laufstegmodel. Von 2015 bis 2016 besuchte er die Theaterakademie Köln. Nach seinem Abitur studierte er von 2016 bis 2020 Schauspiel an der Universität Mozarteum Salzburg. Während seines Studiums wirkte er in Produktionen am Landestheater Salzburg (Regie: Amélie Niermeyer) und am „Theater im Kunstquartier“ (Regie: Mareike Mikat) mit.
In der Spielzeit 2019/20 war er am Düsseldorfer Schauspielhaus engagiert. Unter der Regie von Armin Petras spielte er dort den Robespierre in Dantons Tod. Außerdem war er als Buckingham, Freund und später Rivale Somersets, in Henry VI & Margaretha di Napoli (nach William Shakespeare von Tom Lanoye, Regie: David Bösch) zu sehen. In der Spielzeit 2021/22 gastiert er unter der Regie von Frank Behnke am Staatstheater Meiningen als Texas in der deutschsprachigen Erstaufführung des Theaterstücks Auf der Flucht von Tennessee Williams.
In der 7. Staffel der TV-Serie In aller Freundschaft – Die jungen Ärzte (2021) übernahm Kruttke eine dramatische Episodenhauptrolle als aufstrebender Rennrad-Sportler Andreas Lott, dem ohne sein Wissen von seinem Trainer lebensbedrohliche Dopingmittel verabreicht wurden. In Schulzeit (2022), dem 90. Film der ZDF-Krimireihe Ein starkes Team, spielte er Jason Fröhmer, den tätowierten, nicht standesgemäßen Freund der Stieftochter einer ermordeten ehemaligen Klassenkameradin von Kriminalkommissarin Linett Wachow, der aufgrund seiner Spielschulden zu den Hauptverdächtigen gehört.
Kruttke ist außerdem als Singer-Songwriter und als Musiker (Gitarre) aktiv. Er lebt in Berlin.

## Filmografie (Auswahl)
- 2013: Zum Geburtstag (Pour ton anniversaire)
- 2019: Sleeping around
- 2021: In aller Freundschaft – Die jungen Ärzte: Ausgenutzt  (Fernsehserie, eine Folge)
- 2022: In einem Land, das es nicht mehr gibt
- 2022: Ein starkes Team: Schulzeit (Fernsehreihe)
- 2023: Gute Zeiten, schlechte Zeiten (Fernsehserie)